# Gmina Hysgjokaj
Gmina Hysgjokaj  (alb. Komuna Hysgjokaj) – gmina położona w środkowo-zachodniej części Albanii. Administracyjnie należy do okręgu Lushnja w obwodzie Fier. W 2011 roku populacja gminy wynosiła 2603 osoby w tym 1287 kobiety oraz 1316 mężczyzn, z czego Albańczycy stanowili 53,90%  mieszkańców. 
W skład gminy wchodzi pięć miejscowości: Hysgjokaj, Kurtinë, Çanakaj, Kupas, Lekaj.